# Vlag van Tungurahua

Vlag van Tungurahua

De vlag van Tungurahua is een horizontale driekleur bestaande uit de kleurencombinatie rood-groen-rood. De eerste en derde baan zijn rood en symboliseren de rebellie van de lokale bevolking. De middelste baan is groen en staat voor het veld, de vegetatie en geluk. De vlag is in gebruik sinds 1954. In sommige versies wordt het wapen van Tungurahua in de vlag geplaatst.

Vlag van Tungurahua volgens Smith

De vlag is niet alleen in gebruik als provincievlag voor Tungurahua, maar ook als vlag van de stad Ambato en het kanton Ambato, in 2002 afgekondigd en op 26 januari 2004 hervormd door de gemeenteraad van het kanton Ambato.
Volgens Spectrum Vlaggenboek meldt dat de vlag bestaat uit drie horizontale banden in de kleurencombinatie rood-geel-rood.